# Cosmasterias lurida
Cosmasterias lurida is een zeester uit de familie Stichasteridae.
De wetenschappelijke naam van de soort werd in 1858 gepubliceerd door Rodolfo Amando Philippi.